# Илорин
Илорин (на английски: Ilorin) е град в Нигерия, административен център на щат Квара. През 2011 г. има 908 490 жители.
Градът е транспортен възел. Образователен център със силно развита тютюнева и хранителна промишленост. В града има летище. В Илорин има университетите: University of Ilorin и Al-Hikmah University. Градът има футболен клуб Kwara United Football Club. Градът също се откроява на голф поле.
Основан през 1450 г. през йоруба.

## Личности

### Родени в града
- Саидат Адегоке (1985) – нигерийски футболист
- Олабиси Афолаби (1975) – нигерийска лекоатлет
- Таиуо Ауониджи (1997) – нигерийски футболист
- Ибрахим Гамбари (1944) – нигерийски дипломат